# Carnota (La Coruña)
Carnota es un municipio costero situado en la zona suroeste de La Coruña (Galicia, España), perteneciente a la comarca de Muros. Su nombre podría proceder de la voz precéltica carn (piedra).

## Límites
El municipio de Carnota linda al norte con el municipio de Dumbría, al noroeste con Mazaricos, al oeste con el océano Atlántico, y al sur con Muros.

## Historia
Existen túmulos y castros que indican que la zona fue poblada desde la antigüedad. En la Edad Media perteneció a los condes de Trastámara y de Lemos y formó parte del antiguo condado de Cornatum. Con la Gran Guerra Irmandiña de 1467 desaparecieron las fortalezas. El lugar de la capital, Carnota, nació en el siglo XVII. En el siglo XIX fue saqueada por tropas francesas en la Guerra de la Independencia Española.
En 1966, el dictador Francisco Franco concedió al municipio el título de «Muy Humanitario», tras la ayuda que su población prestó al destructor Ariete tras un temporal que lo dejó fuera de servicio.

## Clima
El municipio de Carnota está bajo la influencia del clima atlántico europeo caracterizado por la presencia de abundantes lluvias casi todo el año, poca oscilación térmica y abundantes temporales en invierno. La precipitación media es de 1650 mm y la temperatura media es de 16,2 °C. 

## Economía
Su economía está caracterizada por un bajo desarrollo global con un claro predominio de la actividad pesquera, un alto grado de emigración en el pasado e incluso en el presente y la debilidad en los sectores industrial y turístico. Los nuevos desarrollos en pesca no extractiva, el creciente aprovechamiento de la energía eólica y el todavía incipiente turismo rural podrían cambiar esta situación en el futuro.

## Geografía humana

### Demografía
Cuenta con una población de 3800 habitantes (INE 2024).
| Gráfica de evolución demográfica de Carnota entre 1842 y 2021                                                         |
| |
| Población de derecho según los censos de población del INE. Población de hecho según los censos de población del INE. |

| Evolución de la población de Carnota (La Coruña) - desde 1900 hasta 2022 -                                                           |       |       |       |       |       |         |         |         |          |          |          |          |
| 1900 | 1930  | 1950  | 1981  | 2004  | 2007  | 2010    | 2011    | 2012    | 2013     | 2020     | 2021     | 2022     |
| 5.507 | 6.594 | 7.196 | 7.213 | 5.285 | 5.017 | {{{7}}} | {{{8}}} | {{{9}}} | {{{10}}} | {{{11}}} | {{{12}}} | {{{13}}} |
| Fuentes: INE e IGE (Los criterios de registro censal variaron entre 1900 y 2011, y los datos del INE y del IGE pueden no coincidir.) |       |       |       |       |       |         |         |         |          |          |          |          |

## Parroquias
Parroquias que forman parte del municipio:
- Carnota (San Mamed).[8][6]
- Lariño (San Martín).[8]
- Lira (Santa María).
- Pindo (San Clemente).[6]
- Santa Comba de Carnota (Santa Comba).

## Monumentos

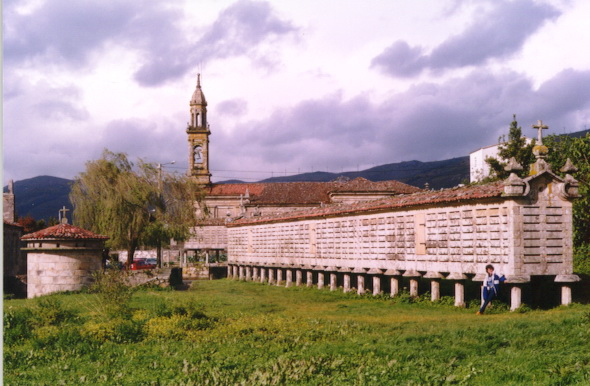
Hórreo de Carnota, uno de los más grande del mundo.

- En Carnota se encuentra uno de los mayores hórreos de España, con casi 35 m de longitud, y por lo tanto del mundo, ya que estas construcciones son originarias y únicas del noroeste de la península ibérica. El más grande lo podremos encontrar en Líra, aunque solo lo supera por unos centímetros y está en peor estado de conservación.

- Son de elevado interés sus espacios naturales: monte Pindo, desembocadura del río Jallas, playa y marismas de Carnota y las islas Lobeiras. La playa de Carnota tiene más de siete kilómetros de longitud de arena y cinco de playa rocosa. Una duna de arena forma hacia el interior una pequeña marisma que acoge distintas aves acuáticas en invernada.

## Playas
Numerosas playas de arena y tramos de costa rocosa jalonan su litoral: San Pedro (del Pindo), Quilmas, Pedrullo, Corna Becerra, Area Blanca, Porto Negro, Caldebarcos, Boca do Río, Carnota, Mar de Lira, Cons, Xaxebe, Portocubelo, Tras Punta, Portoancho, Gavota, Porto da Barca, Ximprón, Ardeleiro, Susiños, Suresco, Porto dos Botes, Lariño y la Punta de Caldebarcos, Punta dos Remedios, y Punta Insua (con su faro) se adentran en el bravo mar.
Además de las anteriores, en Carnota también se encuentra la playa da Insuela, correspondiente a la aldea de Panchés, situada antes que la playa de Caldebarcos, además de innumerables calas de menor tamaño, como Rego da Braña, Gramelo y Sarradela.

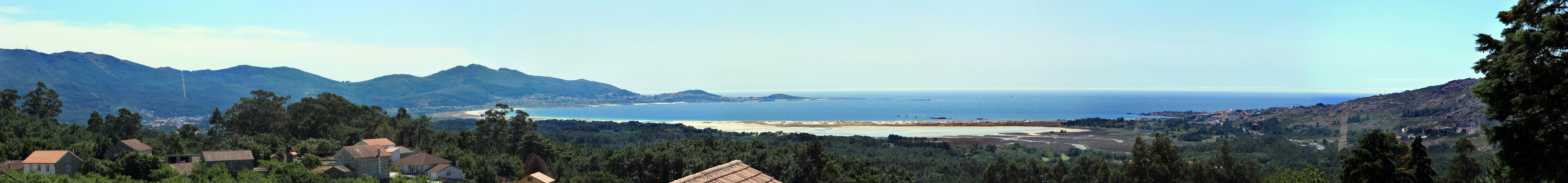
Panorámica desde Cornido.

## Hermanamientos
- España: Puerto del Rosario, Fuerteventura (desde 2007)

## Galería de imágenes

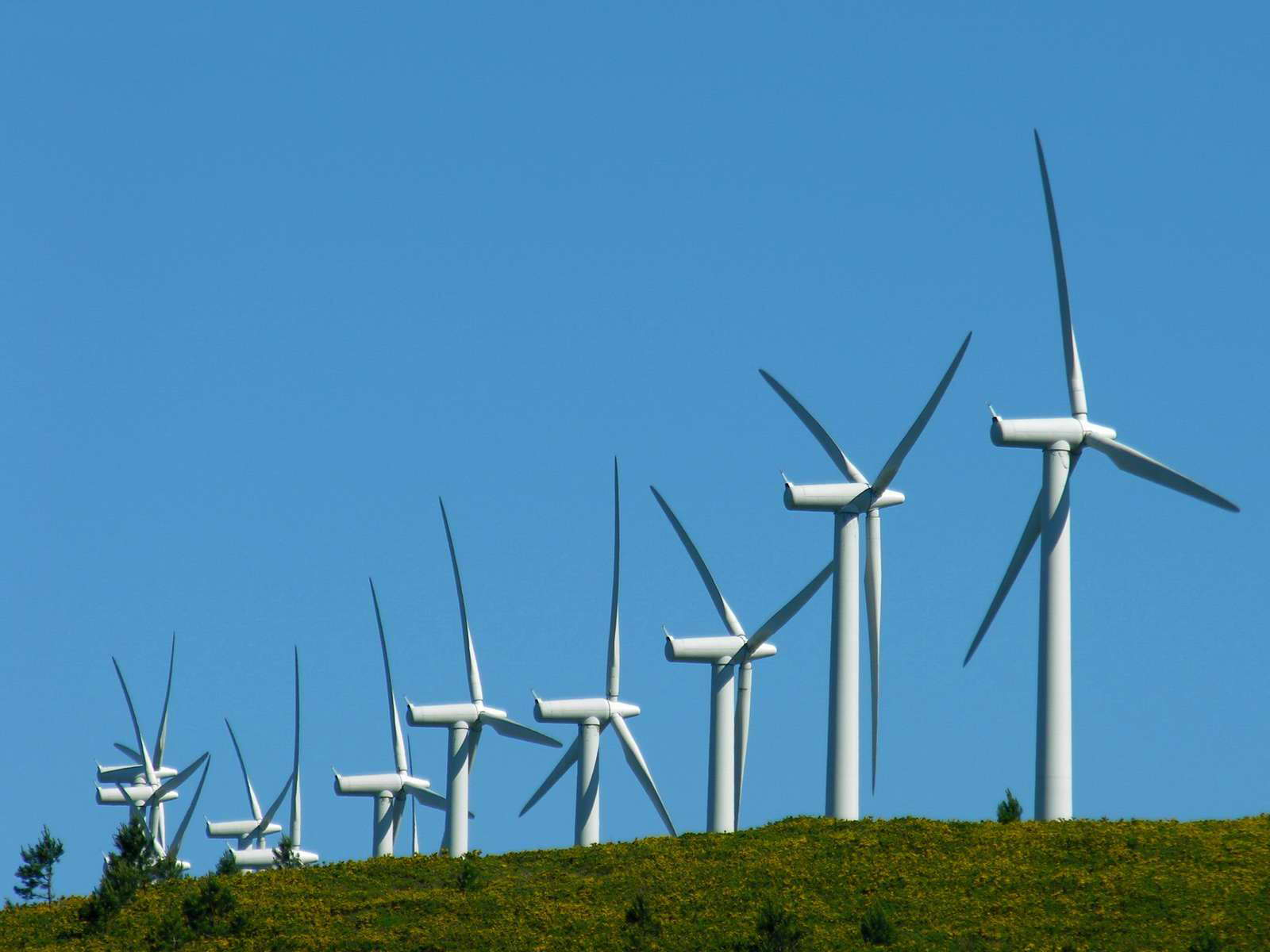
Aerogeneradores en los montes del Pindo.
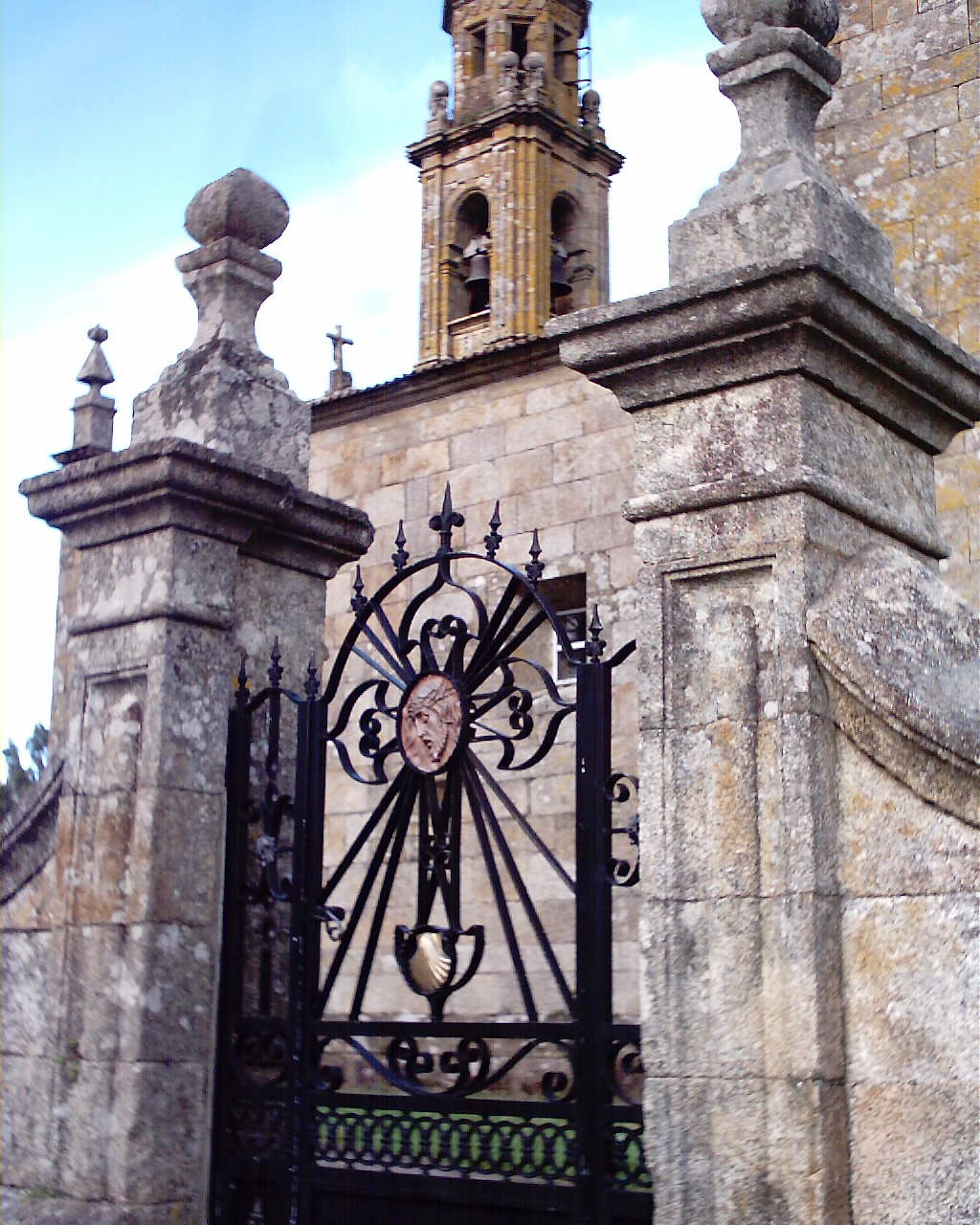
Vista de la Iglesia de San Mamede de Carnota desde la puerta del atrio.
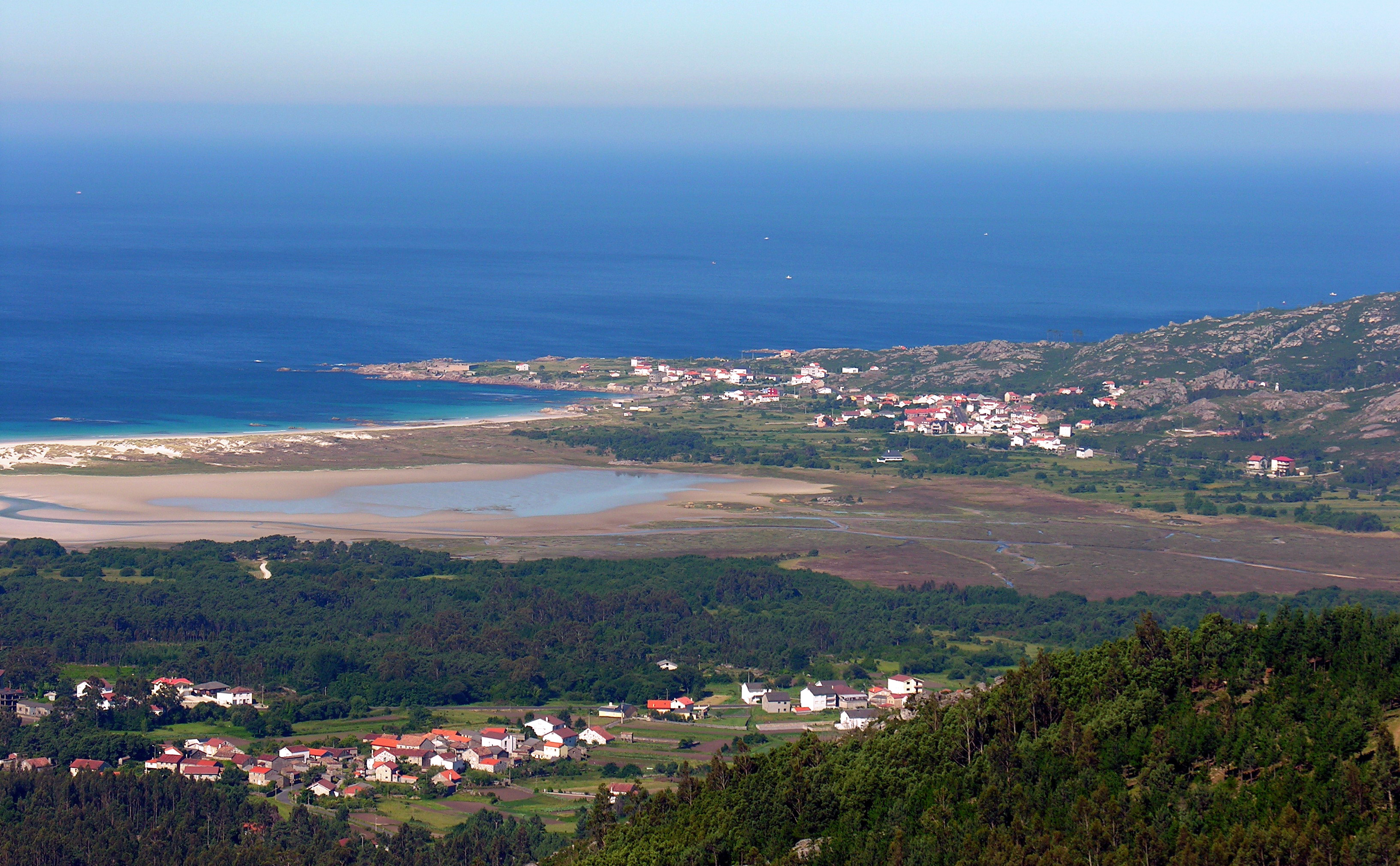
Playa de Carnota.
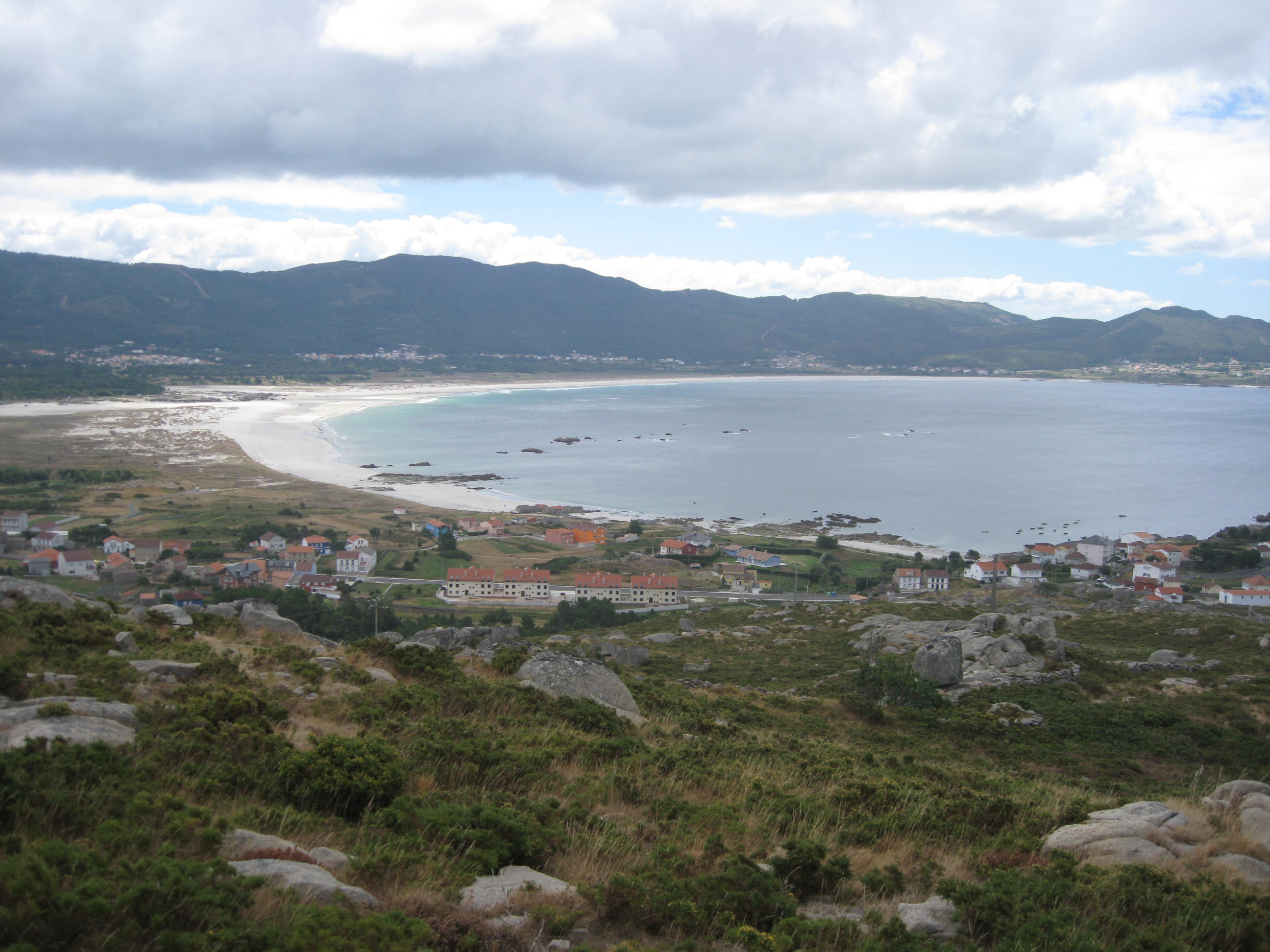
Playa de Carnota desde Caldebarcos.